# Upwork.com
Upwork ist eine englischsprachige Plattform, auf der Klienten kurzfristige oder langfristige Jobs sowie Projekte an Freelancer weltweit vergeben können.
Upwork hat zwölf Millionen registrierte Freiberufler und fünf Millionen registrierte Klienten. Jährlich werden drei Millionen Jobs auf der Plattform ausgeschrieben. Damit ist diese einer der größten Freiberufler-Marktplätze weltweit.

## Geschichte
Upwork wurde 18 Monate nach der Bekanntgabe der Fusion von Elance und oDesk, welche im Dezember 2013 als Elance-oDesk geschah, gegründet.
Bis März 2017 waren 12 Millionen Nutzer in 180 Ländern gemeldet, die zusammengenommen einen Umsatz von einer Milliarde US-Dollar erwirtschafteten. Seit seiner Gründung im Jahr 1999 hat das Unternehmen in 10 Private-Equity-Finanzierungsrunden insgesamt 168 Millionen US-Dollar erhalten.
Im Oktober 2018 erklärte Upworks CEO Stephane Kasriel in einem Interview mit CNBC, dass Upwork Schritte unternommen habe, um US-amerikanischen Freiberuflern zu helfen, sich vor Lohndumping durch ausländische Kollegen zu schützen.
Im Jahr 2020 hatte das Unternehmen 1,8 Millionen Freiberufler von der Plattform entfernt. In einer Telefonkonferenz mit Investoren sagte die seinerzeitige CEO Hayden Brown, dass Upwork sich mehr auf die Bedürfnisse von Fortune-500-Unternehmen konzentrieren wolle als auf kleinere Unternehmen, die nur einen schnellen Job suchen. Brown sprach auch von einer „Qualifikationslücke“ zwischen dem, was Unternehmen auf der Upwork-Plattform suchten, und dem, was sie erhielten. Viele der entfernten Freiberufler wurden als „weniger qualifiziert“ eingestuft oder hatten niedrigere Bewertungen auf der Plattform.
Upwork hatte unter Browns Führung weitreichende Änderungen vorgenommen: Es führte kostenpflichtige Kundenabonnements ein, erhöhte die Kundenvergütung auf 3 %, erhöhte die Kosten für "Connects" und änderte die Anzahl der "Connections", die Freiberufler benötigen, um Jobangebote einzureichen.25 Brown sagte, dass diese Änderungen vorgenommen wurden, um die Qualität der Freiberufler und der auf der Plattform verfügbaren freiberuflichen Arbeit zu verbessern, aber auch um höhere finanzielle Erträge für Upwork und seine Investoren zu erzielen.
Im Oktober 2020 führte Upwork eine Funktion namens „Projektkatalog“ ein, die es Freiberuflern und Agenturen ermöglicht, im Voraus festgelegte Dienstleistungen zu Festpreisen anzubieten.
Die Plattform umfasst Kunden aller Größen, von Einzelunternehmen bis hin zu Fortune-100-Unternehmen, und hat Nutzer in mehr als 180 Ländern. Im Jahr 2022 wurde ein Bruttodienstleistungsvolumen (GSV) von 4,1 Milliarden US-Dollar generiert.
Das GSV stammt aus der ganzen Welt, wobei 26 % von Freiberuflern in den USA generiert wurden, die 2022, 2021 und 2020 die meisten registrierten Benutzer stellte. Indien und die Philippinen sind die nächstgrößten Regionen. In den Jahren 2021 und 2020 wurden 3,5 Mrd. bzw. 2,5 Mrd. USD an GSV generiert, wobei hiervon etwa 25 % durch Freiberufler in den USA generiert wurde.
Im Jahr 2022 verzeichnete Upwork einen Nettoverlust von 89,9 Millionen US-Dollar, verglichen mit einem Nettoverlust von 56,2 Millionen US-Dollar im Jahr 2021. Darüber hinaus betrug der bereinigte EBITDA-Verlust 4,0 Millionen US-Dollar im Jahr 2022, verglichen mit einem bereinigten EBITDA-Gewinn von 19,1 Millionen US-Dollar im Jahr 2021. Die Firma beschäftigte ungefähr 850 Angestellte Ende 2022 und vergab selbst über 1950 Aufträge an auf der Plattform registrierte Freiberufler.
Im Jahr 2023 verzeichnete das Unternehmen nach einer Erhöhung der Kosten für "Connects" und der Einführung eines Boost Systems einen Umsatz von 689,1 Millionen US Dollars und einen Nettogewinn von 46,9 Millionen US-Dollar.